# Lago d'Envie
Il lago d'Envie è un lago delle Alpi Cozie, situato in comune di Prali (Piemonte). 

## Caratteristiche

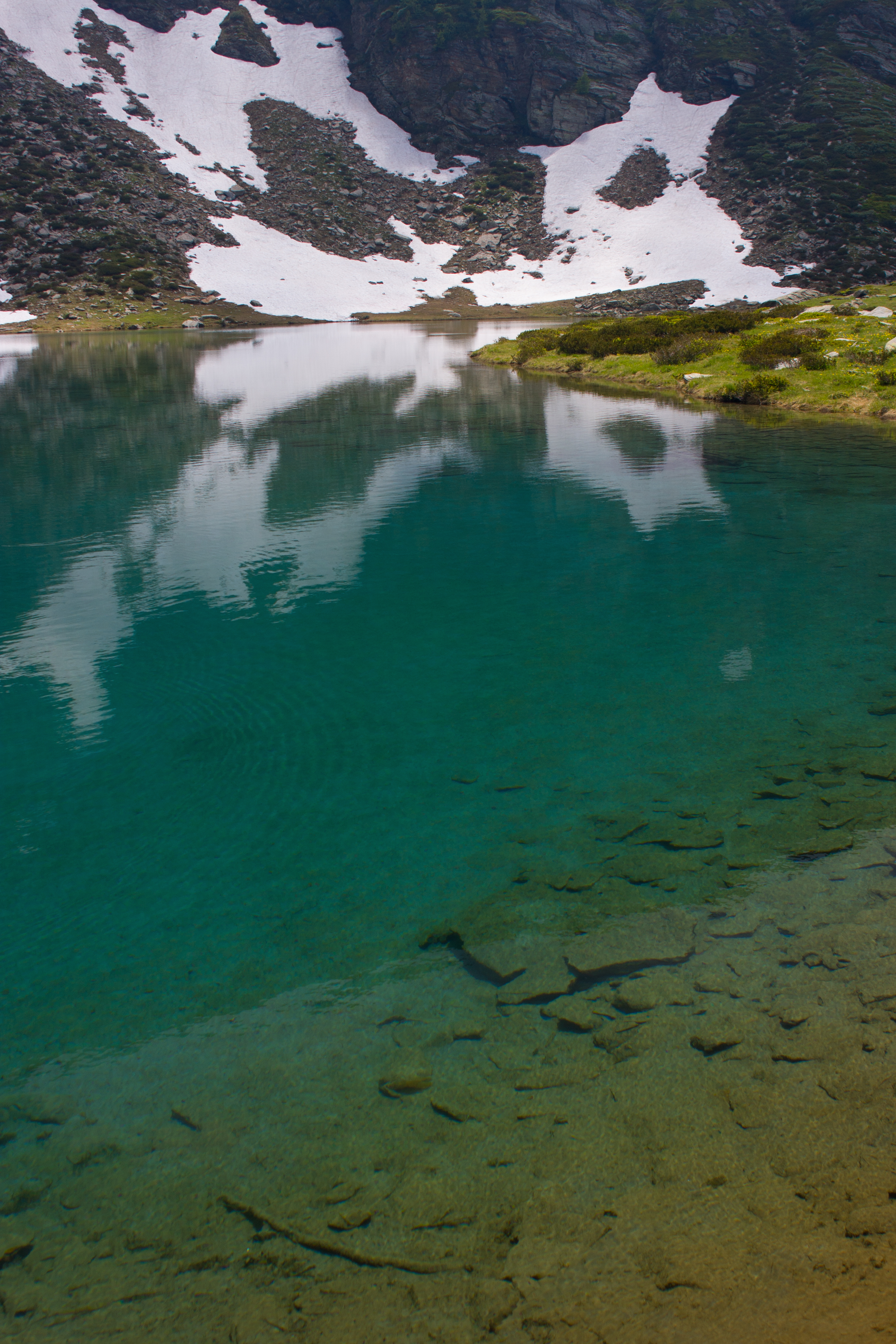
Il lago a fine giugno

Il lago è il più vasto di tutta la Valle Germanasca. La sua origine è glaciale, ed è situato poco lontano dall'Altopiano dei Tredici Laghi.
Si può raggiungere per sentiero dalla frazione Indiritti di Prali.